# والیبال قهرمانی مردان آسیا ۲۰۱۹
والیبال قهرمانی مردان آسیا ۲۰۱۹ بیستمین دوره از قهرمانی آسیا بود که از ۱۳ تا ۲۱ سپتامبر ۲۰۱۹ در تهران، ایران برگزار شد.

## انتخابی
طبق قوانین ای‌وی‌سی ۱۶ تیم در این رقابت‌ها شرکت کردند که به صورت زیر انتخاب شدند:
- ۱ تیم میزبان
- ۱۰ تیم برتر دوره گذشته رقابت‌ها
- ۵ تیم از هر پنج منطقه آسیا

### تیم‌ها
| مسابقات             | تاریخ                 | میزبان | تعداد واجد شرایط | تیم‌های انتخاب شده                                                                           |
| ------------------- | --------------------- | ------ | ---------------- | ------------------------------------------------------------------------------------------- |
| میزبان              | -                     | -      | ۱                | ایران                                                                                       |
| قهرمانی آسیا ۲۰۱۷   | ۲۴ ژوئیه - ۱ اوت ۲۰۱۷ | گرسیک  | ۱۰               | ژاپن · قزاقستان · کرهٔ جنوبی · اندونزی · چین · چین تایپه · استرالیا · قطر · تایلند · پاکستان |
| نمایندگان شرق آسیا  | ۲ فوریه ۲۰۱۹          | بانکوک | ۱                | هنگ کنگ                                                                                     |
| انتخابی آسیای جنوبی | لغو شد                | لغو شد | ۲                | هند · سری‌لانکا                                                                              |
| انتخابی غرب آسیا    | ۱۷–۲۱ ژوئیه ۲۰۱۹      | مسقط   | ۲                | کویت · عمان                                                                                 |
| مجموع               | مجموع                 | مجموع  | ۱۶               |                                                                                             |

## مکان‌های میزبان و ورزشگاه
| تهران، ایران                | تهران، ایران       |
| سالن دوازده هزار نفری آزادی | سالن والیبال آزادی |
| گنجایش: ۱۲٬۰۰۰              | گنجایش: ۳٬۰۰۰      |
|                             |                    |

## روش رتبه‌بندی در دور گروهی
در این مسابقات تیم‌ها به ترتیب بر اساس نتایج به دست آمده زیر رتبه‌بندی می‌شوند:
- تعداد برد کسب شده در بازی‌ها
- تعداد امتیاز کسب شده در بازی‌ها
- میانگین دست‌های کسب شده و از دست داده در بازی‌ها
- میانگین امتیازهای کسب شده و از دست داده در بازی‌ها
- در صورت تساوی دو تیم در میانگین امتیازها نتیجه بازی رو در روی دو تیم برای تعیین رتبه لحاظ خواهد شد. در صورتی که سه تیم یا بیشتر در میانگین امتیازهای خود برابر باشند، فقط ۱ یا ۲ یا ۳ امتیازی که این تیم‌ها در برابر یکدیگر کسب کرده‌اند برای تعیین رتبه لحاظ خواهد شد و نتایج کسب شده این تیم‌ها در برابر تیم یا تیم‌های دیگر این گروه لحاظ نخواهد شد.

نحوه امتیازدهی برای هر بازی به صورت زیر اعمال خواهد شد:
1. برد با نتیجه ۳–۰ یا ۳–۱ سه امتیاز برای برای تیم برنده و صفر امتیاز برای تیم بازنده
2. برد با نتیجه ۳–۲ دو امتیاز برای تیم برنده و یک امتیاز برای تیم بازنده
3. در صورت عدم حضور یا انصراف یک تیم از مسابقه، نتیجه کلی بازی ۳–۰ به سود تیم مقابل و نتیجه ست‌ها ۲۵–۰ و ۲۵–۰ و ۲۵–۰ حساب خواهد شد. همچنین سه امتیاز برای تیم برنده و صفر امتیاز برای تیم بازنده و انصراف دهنده محاسبه خواهد شد.

## ترکیب‌بندی گروه‌ها

### سید بندی
| تیم‌های اصلی                                                                                                  | تیم‌های اصلی                 | تیم‌های اصلی             | تیم‌های اصلی                 |
| گروه A | گروه B                      | گروه C                  | گروه D                      |
| --- | --------------------------- | ----------------------- | --------------------------- |
| ایران (میزبان) · استرالیا (۸)                                                                                | ژاپن (۱) · چین تایپه (۷)    | قزاقستان (۲) · چین (۶)  | کرهٔ جنوبی (۳) · اندونزی (۴) |
| تیم‌های بدون سبد                                                                                              |                             |                         |                             |
| \| قطر (۹) · تایلند (۱۱) \| پاکستان (۱۲) · هنگ کنگ (۱۶) \| سری‌لانکا (۱۴) · هند (–) \| کویت (–) · عمان (–) \| |                             |                         |                             |
| قطر (۹) · تایلند (۱۱)                                                                                        | پاکستان (۱۲) · هنگ کنگ (۱۶) | سری‌لانکا (۱۴) · هند (–) | کویت (–) · عمان (–)         |

### گروه‌بندی
| گروه A   | گروه B    | گروه C   | گروه D    |
| -------- | --------- | -------- | --------- |
| ایران    | ژاپن      | قزاقستان | کرهٔ جنوبی |
| استرالیا | چین تایپه | چین      | اندونزی   |
| قطر      | تایلند    | عمان     | کویت      |
| سری‌لانکا | هنگ کنگ   | هند      | پاکستان   |

## دور مقدماتی

### گروه A
| # | تیم      | بازی | پ | ش | ام | س‌پ | س‌ش | م‌س    | ام‌پ | ام‌ش | م‌ام   | صلاحیت                                  |
| - | -------- | ---- | - | - | -- | -- | -- | ----- | --- | --- | ----- | --------------------------------------- |
| ۱ | استرالیا | ۳    | ۳ | ۰ | ۸  | ۹  | ۳  | ۳٬۰۰۰ | ۲۸۵ | ۲۵۲ | ۱٬۱۳۱ | راه‌یابی به گروه E و انتخابی المپیک ۲۰۲۰ |
| ۲ | ایران    | ۳    | ۲ | ۱ | ۶  | ۷  | ۳  | ۲٬۳۳۳ | ۲۴۰ | ۲۰۲ | ۱٬۱۸۸ | راه‌یابی به گروه E و انتخابی المپیک ۲۰۲۰ |
| ۳ | قطر      | ۳    | ۱ | ۲ | ۴  | ۵  | ۶  | ۰٬۸۳۳ | ۲۲۹ | ۲۳۱ | ۰٬۹۹۱ | راه‌یابی به گروه G                       |
| ۴ | سری‌لانکا | ۳    | ۰ | ۳ | ۰  | ۰  | ۹  | ۰٬۰۰۰ | ۱۶۳ | ۲۳۲ | ۰٬۷۰۳ | راه‌یابی به گروه G                       |

| تاریخ      | زمان  | ورزشگاه |          | امتیاز |          | ست ۱  | ست ۲  | ست ۳  | ست ۴  | ست ۵  | مجموع   | گزارش |
| ---------- | ----- | ------- | -------- | ------ | -------- | ----- | ----- | ----- | ----- | ----- | ------- | ----- |
| ۱۳ سپتامبر | ۱۳:۳۰ | د آزادی | استرالیا | ۳–۲    | قطر      | ۲۵–۲۳ | ۲۵–۲۱ | ۲۳–۲۵ | ۱۸–۲۵ | ۱۵–۱۰ | ۱۰۶–۱۰۴ |       |
| ۱۳ سپتامبر | ۱۸:۳۰ | د آزادی | ایران    | ۳–۰    | سری‌لانکا | ۲۵–۱۵ | ۲۵–۱۷ | ۲۵–۲۳ |       |       | ۷۵–۵۵   |       |
| ۱۴ سپتامبر | ۱۸:۳۰ | د آزادی | قطر      | ۰–۳    | ایران    | ۱۸–۲۵ | ۱۵–۲۵ | ۱۷–۲۵ |       |       | ۵۰–۷۵   |       |
| ۱۴ سپتامبر | ۱۸:۳۰ | س آزادی | سری‌لانکا | ۰–۳    | استرالیا | ۱۵–۲۵ | ۳۰–۳۲ | ۱۳–۲۵ |       |       | ۵۸–۸۲   |       |
| ۱۵ سپتامبر | ۱۳:۳۰ | د آزادی | قطر      | ۳–۰    | سری‌لانکا | ۲۵–۲۱ | ۲۵–۱۴ | ۲۵–۱۵ |       |       | ۷۵–۵۰   |       |
| ۱۵ سپتامبر | ۱۸:۳۰ | د آزادی | ایران    | ۱–۳    | استرالیا | ۲۵–۲۲ | ۲۳–۲۵ | ۲۱–۲۵ | ۲۱–۲۵ |       | ۹۰–۹۷   |       |

### گروه B
| # | تیم       | بازی | پ | ش | ام | س‌پ | س‌ش | م‌س    | ام‌پ | ام‌ش | م‌ام   | صلاحیت                                  |
| - | --------- | ---- | - | - | -- | -- | -- | ----- | --- | --- | ----- | --------------------------------------- |
| ۱ | ژاپن      | ۳    | ۳ | ۰ | ۹  | ۹  | ۱  | ۳٬۰۰۰ | ۲۴۹ | ۱۷۹ | ۱٬۳۹۱ | راه‌یابی به گروه F و انتخابی المپیک ۲۰۲۰ |
| ۲ | چین تایپه | ۳    | ۲ | ۱ | ۶  | ۷  | ۴  | ۱٬۷۵۰ | ۲۵۳ | ۲۱۵ | ۱٬۱۷۷ | راه‌یابی به گروه F و انتخابی المپیک ۲۰۲۰ |
| ۳ | تایلند    | ۳    | ۱ | ۲ | ۳  | ۴  | ۷  | ۰٬۵۷۱ | ۲۲۷ | ۲۵۲ | ۰٬۹۰۱ | راه‌یابی به گروه H                       |
| ۴ | هنگ کنگ   | ۳    | ۰ | ۳ | ۰  | ۱  | ۹  | ۰٬۱۱۱ | ۱۶۴ | ۲۴۷ | ۰٬۶۶۴ | راه‌یابی به گروه H                       |

| تاریخ      | زمان  | ورزشگاه |           | امتیاز |           | ست ۱  | ست ۲  | ست ۳  | ست ۴  | ست ۵ | مجموع | گزارش |
| ---------- | ----- | ------- | --------- | ------ | --------- | ----- | ----- | ----- | ----- | ---- | ----- | ----- |
| ۱۳ سپتامبر | ۱۰:۳۰ | د آزادی | هنگ کنگ   | ۰–۳    | ژاپن      | ۲۱–۲۵ | ۱۵–۲۵ | ۱۱–۲۵ |       |      | ۴۷–۷۵ |       |
| ۱۳ سپتامبر | ۱۶:۰۰ | د آزادی | تایلند    | ۱–۳    | چین تایپه | ۱۶–۲۵ | ۲۵–۲۳ | ۱۶–۲۵ | ۲۱–۲۵ |      | ۷۸–۹۸ |       |
| ۱۴ سپتامبر | ۱۰:۳۰ | د آزادی | چین تایپه | ۳–۰    | هنگ کنگ   | ۲۵–۱۱ | ۲۵–۱۰ | ۲۵–۱۷ |       |      | ۷۵–۳۸ |       |
| ۱۴ سپتامبر | ۱۳:۳۰ | د آزادی | ژاپن      | ۳–۰    | تایلند    | ۲۵–۱۹ | ۲۵–۱۳ | ۲۵–۲۰ |       |      | ۷۵–۵۲ |       |
| ۱۵ سپتامبر | ۱۶:۰۰ | د آزادی | هنگ کنگ   | ۱–۳    | تایلند    | ۲۵–۲۲ | ۱۳–۲۵ | ۲۱–۲۵ | ۲۰–۲۵ |      | ۷۹–۹۷ |       |
| ۱۵ سپتامبر | ۱۶:۰۰ | س آزادی | چین تایپه | ۱–۳    | ژاپن      | ۱۵–۲۵ | ۱۸–۲۵ | ۲۶–۲۴ | ۲۱–۲۵ |      | ۸۰–۹۹ |       |

### گروه C
| # | تیم      | بازی | پ | ش | ام | س‌پ | س‌ش | م‌س    | ام‌پ | ام‌ش | م‌ام   | صلاحیت                                  |
| - | -------- | ---- | - | - | -- | -- | -- | ----- | --- | --- | ----- | --------------------------------------- |
| ۱ | چین      | ۳    | ۳ | ۰ | ۹  | ۹  | ۱  | ۹٬۰۰۰ | ۲۴۷ | ۱۹۰ | ۱٬۳۰۰ | راه‌یابی به گروه E و انتخابی المپیک ۲۰۲۰ |
| ۲ | هند      | ۳    | ۲ | ۱ | ۵  | ۶  | ۶  | ۱٬۰۰۰ | ۲۶۶ | ۲۵۹ | ۱٬۰۲۷ | راه‌یابی به گروه E و انتخابی المپیک ۲۰۲۰ |
| ۳ | قزاقستان | ۳    | ۱ | ۲ | ۴  | ۶  | ۵  | ۰٬۸۳۳ | ۲۴۷ | ۲۵۵ | ۰٬۹۶۹ | راه‌یابی به گروه G                       |
| ۴ | عمان     | ۳    | ۰ | ۰ | ۲  | ۰  | ۹  | ۰٬۲۲۲ | ۲۱۶ | ۲۹۲ | ۰٬۷۹۴ | راه‌یابی به گروه G                       |

| تاریخ      | زمان  | ورزشگاه |          | امتیاز |          | ست ۱  | ست ۲  | ست ۳  | ست ۴  | ست ۵ | مجموع   | گزارش |
| ---------- | ----- | ------- | -------- | ------ | -------- | ----- | ----- | ----- | ----- | ---- | ------- | ----- |
| ۱۳ سپتامبر | ۱۳:۳۰ | س آزادی | چین      | ۳–۱    | عمان     | ۲۵–۱۷ | ۲۲–۲۵ | ۲۵–۱۸ | ۲۵–۱۶ |      | ۹۷–۷۶   |       |
| ۱۳ سپتامبر | ۱۶:۰۰ | س آزادی | قزاقستان | ۲–۳    | هند      | ۲۹–۳۱ | ۱۴–۲۵ | ۳۰–۲۸ | ۲۵–۱۸ | ۹–۱۵ | ۱۰۷–۱۱۷ |       |
| ۱۴ سپتامبر | ۱۰:۳۰ | س آزادی | عمان     | ۰–۳    | قزاقستان | ۲۱–۲۵ | ۲۶–۲۸ | ۱۶–۲۵ |       |      | ۶۳–۷۸   |       |
| ۱۴ سپتامبر | ۱۳:۳۰ | س آزادی | هند      | ۰–۳    | چین      | ۱۶–۲۵ | ۱۵–۲۵ | ۲۱–۲۵ |       |      | ۵۲–۷۵   |       |
| ۱۵ سپتامبر | ۱۳:۳۰ | س آزادی | هند      | ۳–۱    | عمان     | ۲۲–۲۵ | ۲۵–۱۲ | ۲۵–۲۱ | ۲۵–۱۹ |      | ۹۷–۷۷   |       |
| ۱۵ سپتامبر | ۱۸:۳۰ | س آزادی | چین      | ۳–۰    | قزاقستان | ۲۵–۲۳ | ۲۵–۱۹ | ۲۵–۲۰ |       |      | ۷۵–۶۲   |       |

### گروه D
| # | تیم       | بازی | پ | ش | ام | س‌پ | س‌ش | م‌س    | ام‌پ | ام‌ش | م‌ام   | صلاحیت                                  |
| - | --------- | ---- | - | - | -- | -- | -- | ----- | --- | --- | ----- | --------------------------------------- |
| ۱ | کرهٔ جنوبی | ۳    | ۳ | ۰ | ۹  | ۹  | ۰  | _     | ۲۲۵ | ۱۶۷ | ۱٬۳۴۷ | راه‌یابی به گروه F و انتخابی المپیک ۲۰۲۰ |
| ۲ | پاکستان   | ۳    | ۲ | ۱ | ۵  | ۶  | ۶  | ۱٬۰۰۰ | ۲۶۵ | ۲۶۴ | ۱٬۰۰۴ | راه‌یابی به گروه F و انتخابی المپیک ۲۰۲۰ |
| ۳ | اندونزی   | ۳    | ۱ | ۲ | ۴  | ۵  | ۷  | ۰٬۷۱۴ | ۲۶۵ | ۲۶۰ | ۱٬۰۱۹ | راه‌یابی به گروه H                       |
| ۴ | کویت      | ۳    | ۰ | ۳ | ۰  | ۲  | ۹  | ۰٬۲۲۲ | ۲۰۳ | ۲۶۷ | ۰٬۷۶۰ | راه‌یابی به گروه H                       |

| تاریخ      | زمان  | ورزشگاه |           | امتیاز |           | ست ۱  | ست ۲  | ست ۳  | ست ۴  | ست ۵  | مجموع   | گزارش |
| ---------- | ----- | ------- | --------- | ------ | --------- | ----- | ----- | ----- | ----- | ----- | ------- | ----- |
| ۱۳ سپتامبر | ۱۰:۳۰ | س آزادی | اندونزی   | ۳–۱    | کویت      | ۲۲–۲۵ | ۲۵–۲۰ | ۲۵–۱۷ | ۲۵–۱۸ |       | ۹۷–۸۰   |       |
| ۱۳ سپتامبر | ۱۸:۳۰ | س آزادی | کرهٔ جنوبی | ۳–۰    | پاکستان   | ۲۵–۲۳ | ۲۵–۲۳ | ۲۵–۱۹ |       |       | ۷۵–۶۵   |       |
| ۱۴ سپتامبر | ۱۶:۰۰ | د آزادی | کویت      | ۰–۳    | کرهٔ جنوبی | ۱۴–۲۵ | ۱۶–۲۵ | ۱۱–۲۵ |       |       | ۴۱–۷۵   |       |
| ۱۴ سپتامبر | ۱۶:۰۰ | س آزادی | پاکستان   | ۳–۲    | اندونزی   | ۲۵–۲۰ | ۲۶–۲۴ | ۱۹–۲۵ | ۲۰–۲۵ | ۱۵–۱۳ | ۱۰۵–۱۰۷ |       |
| ۱۵ سپتامبر | ۱۰:۳۰ | د آزادی | کرهٔ جنوبی | ۳–۰    | اندونزی   | ۲۵–۲۲ | ۲۵–۱۹ | ۲۵–۲۰ |       |       | ۷۵–۶۱   |       |
| ۱۵ سپتامبر | ۱۰:۳۰ | س آزادی | کویت      | ۱–۳    | پاکستان   | ۱۹–۲۵ | ۲۵–۲۰ | ۲۲–۲۵ | ۱۶–۲۵ |       | ۸۲–۹۵   |       |

## دور دوم
تیم‌های هم‌گروه، اگر در دور مقدماتی هم در یک گروه قرار داشته باشند مجدد بازی نمی‌کنند و نتیجهٔ دور مقدماتی منظور می‌شود.

### گروه E
| # | تیم       | بازی | پ | ش | ام | س‌پ | س‌ش | م‌س    | ام‌پ | ام‌ش | م‌ام   | صلاحیت        |
| - | --------- | ---- | - | - | -- | -- | -- | ----- | --- | --- | ----- | ------------- |
| ۱ | استرالیا  | ۳    | ۳ | ۰ | ۹  | ۹  | ۲  | ۴٬۵۰۰ | ۲۷۶ | ۲۴۸ | ۱٬۱۱۳ | یک‌چهارم نهایی |
| ۲ | ایران (م) | ۳    | ۲ | ۱ | ۶  | ۷  | ۳  | ۲٬۳۳۳ | ۲۴۰ | ۲۱۳ | ۱٬۱۲۶ | یک‌چهارم نهایی |
| ۳ | چین       | ۳    | ۱ | ۲ | ۳  | ۴  | ۶  | ۰٬۶۶۷ | ۲۱۹ | ۲۲۶ | ۰٬۹۶۹ | یک‌چهارم نهایی |
| ۴ | هند       | ۳    | ۰ | ۳ | ۰  | ۰  | ۹  | ۰٬۰۰۰ | ۱۸۲ | ۲۳۰ | ۰٬۷۹۱ | یک‌چهارم نهایی |

(م) میزبان
| تاریخ      | زمان  | ورزشگاه |          | امتیاز |       | ست ۱  | ست ۲  | ست ۳  | ست ۴  | ست ۵ | مجموع | گزارش |
| ---------- | ----- | ------- | -------- | ------ | ----- | ----- | ----- | ----- | ----- | ---- | ----- | ----- |
| ۱۷ سپتامبر | ۱۶:۰۰ | س آزادی | استرالیا | ۳–۰    | هند   | ۲۵–۲۱ | ۲۶–۲۴ | ۲۹–۲۷ |       |      | ۸۰–۷۲ |       |
| ۱۷ سپتامبر | ۱۸:۳۰ | د آزادی | چین      | ۰–۳    | ایران | ۱۸–۲۵ | ۲۳–۲۵ | ۱۷–۲۵ |       |      | ۵۸–۷۵ |       |
| ۱۸ سپتامبر | ۱۸:۳۰ | د آزادی | ایران    | ۳–۰    | هند   | ۲۵–۱۶ | ۲۵–۲۱ | ۲۵–۲۱ |       |      | ۷۵–۵۸ |       |
| ۱۸ سپتامبر | ۱۸:۳۰ | س آزادی | استرالیا | ۳–۱    | چین   | ۲۴–۲۶ | ۲۵–۱۹ | ۲۵–۱۹ | ۲۵–۲۲ |      | ۹۹–۸۶ |       |

### گروه F
| # | تیم       | بازی | پ | ش | ام | س‌پ | س‌ش | م‌س    | ام‌پ | ام‌ش | م‌ام   | صلاحیت        |
| - | --------- | ---- | - | - | -- | -- | -- | ----- | --- | --- | ----- | ------------- |
| ۱ | کرهٔ جنوبی | ۳    | ۳ | ۰ | ۸  | ۹  | ۲  | ۴٬۵۰۰ | ۲۵۵ | ۲۳۹ | ۱٬۰۶۷ | یک‌چهارم نهایی |
| ۲ | ژاپن      | ۳    | ۲ | ۱ | ۷  | ۸  | ۴  | ۲٬۰۰۰ | ۲۸۴ | ۲۴۸ | ۱٬۱۴۵ | یک‌چهارم نهایی |
| ۳ | چین تایپه | ۳    | ۱ | ۲ | ۲  | ۴  | ۸  | ۰٬۵۰۰ | ۲۴۴ | ۲۷۹ | ۰٬۸۷۵ | یک‌چهارم نهایی |
| ۴ | پاکستان   | ۳    | ۰ | ۳ | ۱  | ۲  | ۹  | ۰٬۲۲۲ | ۲۳۳ | ۲۵۰ | ۰٬۹۳۲ | یک‌چهارم نهایی |

| تاریخ      | زمان  | ورزشگاه |           | امتیاز |           | ست ۱  | ست ۲  | ست ۳  | ست ۴  | ست ۵  | مجموع   | گزارش |
| ---------- | ----- | ------- | --------- | ------ | --------- | ----- | ----- | ----- | ----- | ----- | ------- | ----- |
| ۱۷ سپتامبر | ۱۰:۳۰ | د آزادی | کرهٔ جنوبی | ۳–۰    | چین تایپه | ۲۵–۲۱ | ۲۵–۱۹ | ۲۶–۲۴ |       |       | ۷۶–۶۴   |       |
| ۱۷ سپتامبر | ۱۸:۳۰ | س آزادی | ژاپن      | ۳–۰    | پاکستان   | ۲۵–۲۳ | ۲۵–۲۰ | ۲۵–۲۱ |       |       | ۷۵–۶۴   |       |
| ۱۸ سپتامبر | ۱۰:۳۰ | د آزادی | ژاپن      | ۲–۳    | کرهٔ جنوبی | ۲۵–۲۰ | ۲۳–۲۵ | ۲۵–۱۸ | ۲۳–۲۵ | ۱۴–۱۶ | ۱۱۰–۱۰۴ |       |
| ۱۸ سپتامبر | ۱۳:۳۰ | س آزادی | چین تایپه | ۳–۲    | پاکستان   | ۲۵–۲۳ | ۱۷–۲۵ | ۲۵–۲۰ | ۱۸–۲۵ | ۱۵–۱۱ | ۱۰۰–۱۰۴ |       |

### گروه G
| # | تیم      | بازی | پ | ش | ام | س‌پ | س‌ش | م‌س    | ام‌پ | ام‌ش | م‌ام   | صلاحیت                 |
| - | -------- | ---- | - | - | -- | -- | -- | ----- | --- | --- | ----- | ---------------------- |
| ۱ | قطر      | ۳    | ۲ | ۱ | ۶  | ۷  | ۳  | ۲٬۳۳۳ | ۲۴۱ | ۱۹۲ | ۱٬۲۵۵ | مکان نهم تا دوازدهم    |
| ۲ | قزاقستان | ۳    | ۲ | ۱ | ۶  | ۷  | ۴  | ۱٬۷۵۰ | ۲۶۶ | ۲۶۱ | ۱٬۰۱۹ | مکان نهم تا دوازدهم    |
| ۳ | سری‌لانکا | ۳    | ۲ | ۱ | ۶  | ۷  | ۵  | ۱٬۴۰۰ | ۲۶۳ | ۲۷۳ | ۰٬۹۶۳ | مکان سیزدهم تا شانزدهم |
| ۴ | عمان     | ۳    | ۰ | ۳ | ۰  | ۱  | ۹  | ۰٬۱۱۱ | ۲۱۵ | ۲۵۹ | ۰٬۸۳۰ | مکان سیزدهم تا شانزدهم |

| تاریخ      | زمان  | ورزشگاه |          | امتیاز |          | ست ۱  | ست ۲  | ست ۳  | ست ۴  | ست ۵ | مجموع   | گزارش |
| ---------- | ----- | ------- | -------- | ------ | -------- | ----- | ----- | ----- | ----- | ---- | ------- | ----- |
| ۱۷ سپتامبر | ۱۰:۳۰ | س آزادی | قزاقستان | ۱–۳    | سری‌لانکا | ۳۳–۳۵ | ۲۵–۲۲ | ۲۰–۲۵ | ۲۲–۲۵ |      | ۱۰۰–۱۰۷ |       |
| ۱۷ سپتامبر | ۱۳:۳۰ | د آزادی | قطر      | ۳–۰    | عمان     | ۲۵–۱۸ | ۲۵–۲۰ | ۲۵–۱۶ |       |      | ۷۵–۵۴   |       |
| ۱۸ سپتامبر | ۱۰:۳۰ | س آزادی | سری‌لانکا | ۳–۱    | عمان     | ۳۳–۳۱ | ۲۵–۱۹ | ۲۳–۲۵ | ۲۵–۲۳ |      | ۱۰۶–۹۸  |       |
| ۱۸ سپتامبر | ۱۳:۳۰ | د آزادی | قطر      | ۱–۳    | قزاقستان | ۲۱–۲۵ | ۲۳–۲۵ | ۲۵–۱۳ | ۲۲–۲۵ |      | ۸۸–۹۱   |       |

### گروه H
| # | تیم     | بازی | پ | ش | ام | س‌پ | س‌ش | م‌س    | ام‌پ | ام‌ش | م‌ام   | صلاحیت                 |
| - | ------- | ---- | - | - | -- | -- | -- | ----- | --- | --- | ----- | ---------------------- |
| ۱ | تایلند  | ۳    | ۳ | ۰ | ۸  | ۹  | ۳  | ۳٬۰۰۰ | ۲۸۴ | ۲۴۱ | ۱٬۱۷۸ | مکان نهم تا دوازدهم    |
| ۲ | اندونزی | ۳    | ۲ | ۱ | ۷  | ۸  | ۴  | ۲٬۰۰۰ | ۲۷۳ | ۲۵۰ | ۱٬۰۹۲ | مکان نهم تا دوازدهم    |
| ۳ | هنگ کنگ | ۳    | ۱ | ۲ | ۳  | ۴  | ۷  | ۰٬۵۷۱ | ۲۴۱ | ۲۶۵ | ۰٬۹۰۹ | مکان سیزدهم تا شانزدهم |
| ۴ | کویت    | ۳    | ۰ | ۳ | ۰  | ۲  | ۹  | ۰٬۲۲۲ | ۲۳۴ | ۲۷۶ | ۰٬۸۴۸ | مکان سیزدهم تا شانزدهم |

| تاریخ      | زمان  | ورزشگاه |         | امتیاز |         | ست ۱  | ست ۲  | ست ۳  | ست ۴  | ست ۵ | مجموع   | گزارش |
| ---------- | ----- | ------- | ------- | ------ | ------- | ----- | ----- | ----- | ----- | ---- | ------- | ----- |
| ۱۷ سپتامبر | ۱۳:۳۰ | س آزادی | اندونزی | ۳–۰    | هنگ کنگ | ۲۵–۲۱ | ۲۵–۱۸ | ۲۵–۲۰ |       |      | ۷۵–۵۹   |       |
| ۱۷ سپتامبر | ۱۶:۰۰ | د آزادی | تایلند  | ۳–۰    | کویت    | ۲۶–۲۴ | ۲۵–۲۱ | ۲۵–۱۶ |       |      | ۷۶–۶۱   |       |
| ۱۸ سپتامبر | ۱۶:۰۰ | س آزادی | هنگ کنگ | ۳–۱    | کویت    | ۲۵–۲۲ | ۲۹–۲۷ | ۲۴–۲۶ | ۲۵–۱۸ |      | ۱۰۱–۱۱۱ |       |
| ۱۸ سپتامبر | ۱۶:۰۰ | د آزادی | تایلند  | ۳–۲    | اندونزی | ۲۵–۲۲ | ۲۵–۲۰ | ۲۳–۲۵ | ۲۳–۲۵ | ۱۵–۹ | ۱۰۳–۹۳  |       |

## دور پایانی

### مکان سیزدهم تا شانزدهم
|  | نیمه‌نهایی سیزدهم تا شانزدهم | نیمه‌نهایی سیزدهم تا شانزدهم |   |            | مکان سیزدهم  | مکان سیزدهم |  |
|  |                             |                             |   |            |              |             |  |
|  | ۱۹ سپتامبر                  |                             |   |            |              |             |  |
|  | سری‌لانکا                    | ۳                           |   |            |              |             |  |
|  | کویت                        | ۰                           |   |            |              |             |  |
|  |                             |                             |   |            |              |             |  |
|  |                             |                             |   |            | ۲۰ سپتامبر   |             |  |
|  |                             |                             |   |            | سری‌لانکا     | ۲           |  |
|  |                             | عمان                        | ۳ |            |              |             |  |
|  |                             |                             |   |            |              |             |  |
|  |                             |                             |   |            |              |             |  |
|  |                             |                             |   |            | مکان پانزدهم |             |  |
|  | ۱۹ سپتامبر                  | ۱۹ سپتامبر                  |   | ۲۰ سپتامبر | ۲۰ سپتامبر   |             |  |
|  | هنگ کنگ                     | ۰                           |   | کویت       | ۳            |             |  |
|  | عمان                        | ۳                           |   |            | هنگ کنگ      | ۲           |  |

#### نیمه‌نهایی سیزدهم تا شانزدهم
| تاریخ      | زمان  | ورزشگاه |          | امتیاز |      | ست ۱  | ست ۲  | ست ۳  | ست ۴ | ست ۵ | مجموع | گزارش |
| ---------- | ----- | ------- | -------- | ------ | ---- | ----- | ----- | ----- | ---- | ---- | ----- | ----- |
| ۱۹ سپتامبر | ۱۰:۳۰ | س آزادی | سری‌لانکا | ۳–۰    | کویت | ۲۵–۱۷ | ۲۵–۲۲ | ۲۵–۱۸ |      |      | ۷۵–۵۷ |       |
| ۱۹ سپتامبر | ۱۳:۳۰ | س آزادی | هنگ کنگ  | ۰–۳    | عمان | ۲۱–۲۵ | ۲۰–۲۵ | ۱۷–۲۵ |      |      | ۵۸–۷۵ |       |

#### مکان پانزدهم
| تاریخ      | زمان  | ورزشگاه |      | امتیاز |         | ست ۱  | ست ۲  | ست ۳  | ست ۴  | ست ۵  | مجموع   | گزارش |
| ---------- | ----- | ------- | ---- | ------ | ------- | ----- | ----- | ----- | ----- | ----- | ------- | ----- |
| ۲۰ سپتامبر | ۱۰:۳۰ | س آزادی | کویت | ۳–۲    | هنگ کنگ | ۱۹–۲۵ | ۲۱–۲۵ | ۲۵–۱۹ | ۲۵–۲۳ | ۱۵–۱۲ | ۱۰۵–۱۰۴ |       |

#### مکان سیزدهم
| تاریخ      | زمان  | ورزشگاه |          | امتیاز |      | ست ۱  | ست ۲  | ست ۳  | ست ۴  | ست ۵  | مجموع  | گزارش |
| ---------- | ----- | ------- | -------- | ------ | ---- | ----- | ----- | ----- | ----- | ----- | ------ | ----- |
| ۲۰ سپتامبر | ۱۳:۳۰ | س آزادی | سری‌لانکا | ۲–۳    | عمان | ۲۶–۲۴ | ۱۶–۲۵ | ۲۵–۱۷ | ۱۸–۲۵ | ۱۲–۱۵ | ۹۷–۱۰۶ |       |

### مکان نهم تا دوازدهم
|  | نیمه‌نهایی نهم تا دوازدهم | نیمه‌نهایی نهم تا دوازدهم |   |            | مکان نهم    | مکان نهم |  |
|  |                          |                          |   |            |             |          |  |
|  | ۱۹ سپتامبر               |                          |   |            |             |          |  |
|  | قطر                      | ۳                        |   |            |             |          |  |
|  | اندونزی                  | ۰                        |   |            |             |          |  |
|  |                          |                          |   |            |             |          |  |
|  |                          |                          |   |            | ۲۰ سپتامبر  |          |  |
|  |                          |                          |   |            | قطر         | ۳        |  |
|  |                          | قزاقستان                 | ۱ |            |             |          |  |
|  |                          |                          |   |            |             |          |  |
|  |                          |                          |   |            |             |          |  |
|  |                          |                          |   |            | مکان یازدهم |          |  |
|  | ۱۹ سپتامبر               | ۱۹ سپتامبر               |   | ۲۰ سپتامبر | ۲۰ سپتامبر  |          |  |
|  | تایلند                   | ۲                        |   | اندونزی    | ۲           |          |  |
|  | قزاقستان                 | ۳                        |   |            | تایلند      | ۳        |  |

#### نیمه‌نهایی نهم تا دوازدهم
| تاریخ      | زمان  | ورزشگاه |        | امتیاز |          | ست ۱  | ست ۲  | ست ۳  | ست ۴  | ست ۵  | مجموع | گزارش |
| ---------- | ----- | ------- | ------ | ------ | -------- | ----- | ----- | ----- | ----- | ----- | ----- | ----- |
| ۱۹ سپتامبر | ۱۶:۰۰ | س آزادی | قطر    | ۳–۰    | اندونزی  | ۲۶–۲۴ | ۲۵–۱۷ | ۲۵–۱۷ |       |       | ۷۶–۵۸ |       |
| ۱۹ سپتامبر | ۱۸:۳۰ | س آزادی | تایلند | ۲–۳    | قزاقستان | ۲۵–۲۳ | ۲۰–۲۵ | ۲۰–۲۵ | ۲۶–۲۴ | ۱۲–۱۵ | ۶۵–۷۳ |       |

#### مکان یازدهم
| تاریخ      | زمان  | ورزشگاه |         | امتیاز |        | ست ۱  | ست ۲  | ست ۳  | ست ۴  | ست ۵  | مجموع   | گزارش |
| ---------- | ----- | ------- | ------- | ------ | ------ | ----- | ----- | ----- | ----- | ----- | ------- | ----- |
| ۲۰ سپتامبر | ۱۶:۰۰ | س آزادی | اندونزی | ۲–۳    | تایلند | ۲۵–۱۶ | ۲۸–۳۰ | ۲۵–۲۱ | ۲۷–۲۵ | ۱۰–۱۵ | ۱۰۵–۱۰۷ |       |

#### مکان نهم
| تاریخ      | زمان  | ورزشگاه |     | امتیاز |          | ست ۱  | ست ۲  | ست ۳  | ست ۴  | ست ۵ | مجموع  | گزارش |
| ---------- | ----- | ------- | --- | ------ | -------- | ----- | ----- | ----- | ----- | ---- | ------ | ----- |
| ۲۰ سپتامبر | ۱۸:۳۰ | س آزادی | قطر | ۳–۱    | قزاقستان | ۲۵–۱۲ | ۲۵–۱۸ | ۲۵–۱۹ | ۲۹–۳۱ |      | ۱۰۴–۸۰ |       |

### ۸ نهایی
|  | یک‌چهارم نهایی | یک‌چهارم نهایی |            |      | نیمه‌نهایی | نیمه‌نهایی |  |  | نهایی      | نهایی |
|  |               |               |            |      |           |           |  |  |            |       |
|  | ۱۹ سپتامبر    |               |            |      |           |           |  |  |            |       |
|  |               |               |            |      |           |           |  |  |            |       |
|  | کرهٔ جنوبی     | ۳             |            |      |           |           |  |  |            |       |
|  | کرهٔ جنوبی     | ۳             | ۲۰ سپتامبر |      |           |           |  |  |            |       |
|  | هند           | ۱             |            |      |           |           |  |  |            |       |
|  | هند           | ۱             | کرهٔ جنوبی  | ۱    |           |           |  |  |            |       |
|  | ۱۹ سپتامبر    |               | کرهٔ جنوبی  | ۱    |           |           |  |  |            |       |
|  |               | ایران         | ۳          |      |           |           |  |  |            |       |
|  | ایران         | ایران         | ۳          | ۳    |           |           |  |  |            |       |
|  | ایران         |               | ۲۱ سپتامبر | ۳    |           |           |  |  |            |       |
|  | چین تایپه     | ۰             |            |      |           |           |  |  |            |       |
|  | چین تایپه     | ۰             | ایران      | ۳    |           |           |  |  |            |       |
|  | ۱۹ سپتامبر    |               | ایران      | ۳    |           |           |  |  |            |       |
|  |               | استرالیا      | ۰          |      |           |           |  |  |            |       |
|  | استرالیا      | استرالیا      | ۰          | ۳    |           |           |  |  |            |       |
|  | استرالیا      | ۲۰ سپتامبر    |            | ۳    |           |           |  |  |            |       |
|  | پاکستان       | ۲             |            |      |           |           |  |  |            |       |
|  | پاکستان       | ۲             | استرالیا   | ۳    | مکان سوم  | مکان سوم  |  |  |            |       |
|  | ۱۹ سپتامبر    |               | استرالیا   | ۳    | مکان سوم  | مکان سوم  |  |  |            |       |
|  |               | ژاپن          | ۲          |      |           |           |  |  |            |       |
|  | ژاپن          | ژاپن          | ۲          | ۳    | کرهٔ جنوبی | ۱         |  |  |            |       |
|  | ژاپن          |               |            | ۳    | کرهٔ جنوبی | ۱         |  |  |            |       |
|  | چین           | ۱             |            | ژاپن | ۳         |           |  |  |            |       |
|  | چین           | ۱             |            |      | ۳         |           |  |  |            |       |
|  |               |               |            |      |           |           |  |  | ۲۱ سپتامبر |       |
|  |               |               |            |      |           |           |  |  |            |       |

|  | نیمه‌نهایی پنجم تا هشتم | نیمه‌نهایی پنجم تا هشتم |   |            | مکان پنجم  | مکان پنجم |  |
|  |                        |                        |   |            |            |           |  |
|  | ۲۰ سپتامبر             |                        |   |            |            |           |  |
|  | هند                    | ۱                      |   |            |            |           |  |
|  | چین تایپه              | ۳                      |   |            |            |           |  |
|  |                        |                        |   |            |            |           |  |
|  |                        |                        |   |            | ۲۱ سپتامبر |           |  |
|  |                        |                        |   |            | چین تایپه  | ۳         |  |
|  |                        | چین                    | ۱ |            |            |           |  |
|  |                        |                        |   |            |            |           |  |
|  |                        |                        |   |            |            |           |  |
|  |                        |                        |   |            | مکان هفتم  |           |  |
|  | ۲۰ سپتامبر             | ۲۰ سپتامبر             |   | ۲۱ سپتامبر | ۲۱ سپتامبر |           |  |
|  | پاکستان                | ۱                      |   | هند        | ۲          |           |  |
|  | چین                    | ۳                      |   |            | پاکستان    | ۳         |  |

#### یک‌چهارم نهایی
| تاریخ      | زمان  | ورزشگاه |           | امتیاز |           | ست ۱  | ست ۲  | ست ۳  | ست ۴  | ست ۵  | مجموع  | گزارش |
| ---------- | ----- | ------- | --------- | ------ | --------- | ----- | ----- | ----- | ----- | ----- | ------ | ----- |
| ۱۹ سپتامبر | ۱۰:۳۰ | د آزادی | استرالیا  | ۳–۲    | پاکستان   | ۲۱–۲۵ | ۲۱–۲۵ | ۲۵–۱۸ | ۲۵–۱۴ | ۱۵–۱۳ | ۱۰۷–۹۵ |       |
| ۱۹ سپتامبر | ۱۳:۳۰ | د آزادی | کرهٔ جنوبی | ۳–۱    | هند       | ۲۵–۲۰ | ۲۵–۲۳ | ۲۰–۲۵ | ۲۵–۲۱ |       | ۹۵–۸۹  |       |
| ۱۹ سپتامبر | ۱۶:۰۰ | د آزادی | ژاپن      | ۳–۱    | چین       | ۲۵–۲۳ | ۲۵–۱۷ | ۱۸–۲۵ | ۲۵–۲۲ |       | ۹۳–۸۷  |       |
| ۱۹ سپتامبر | ۱۸:۳۰ | د آزادی | ایران     | ۳–۰    | چین تایپه | ۲۵–۱۹ | ۲۷–۲۵ | ۲۵–۲۱ |       |       | ۷۷–۶۵  |       |

#### نیمه‌نهایی پنجم تا هشتم
| تاریخ      | زمان  | ورزشگاه |         | امتیاز |           | ست ۱  | ست ۲  | ست ۳  | ست ۴  | ست ۵ | مجموع | گزارش |
| ---------- | ----- | ------- | ------- | ------ | --------- | ----- | ----- | ----- | ----- | ---- | ----- | ----- |
| ۲۰ سپتامبر | ۱۰:۳۰ | د آزادی | هند     | ۱–۳    | چین تایپه | ۲۵–۲۰ | ۲۲–۲۵ | ۱۱–۲۵ | ۱۶–۲۵ |      | ۹۵–۷۴ |       |
| ۲۰ سپتامبر | ۱۳:۳۰ | د آزادی | پاکستان | ۱–۳    | چین       | ۱۷–۲۵ | ۱۹–۲۵ | ۲۵–۱۵ | ۲۴–۲۶ |      | ۸۵–۹۱ |       |

#### نیمه‌نهایی
| تاریخ      | زمان  | ورزشگاه |           | امتیاز |       | ست ۱  | ست ۲  | ست ۳  | ست ۴  | ست ۵  | مجموع   | گزارش |
| ---------- | ----- | ------- | --------- | ------ | ----- | ----- | ----- | ----- | ----- | ----- | ------- | ----- |
| ۲۰ سپتامبر | ۱۶:۰۰ | د آزادی | کرهٔ جنوبی | ۱–۳    | ایران | ۲۵–۲۲ | ۲۳–۲۵ | ۲۲–۲۵ | ۲۲–۲۵ |       | ۹۲–۹۷   |       |
| ۲۰ سپتامبر | ۱۸:۳۰ | د آزادی | استرالیا  | ۳–۲    | ژاپن  | ۲۰–۲۵ | ۲۵–۱۸ | ۱۶–۲۵ | ۲۵–۲۲ | ۱۵–۱۲ | ۱۰۱–۱۰۲ |       |

#### مکان هفتم
| تاریخ      | زمان  | ورزشگاه |     | امتیاز |         | ست ۱  | ست ۲  | ست ۳  | ست ۴  | ست ۵ | مجموع   | گزارش |
| ---------- | ----- | ------- | --- | ------ | ------- | ----- | ----- | ----- | ----- | ---- | ------- | ----- |
| ۲۱ سپتامبر | ۱۰:۰۰ | د آزادی | هند | ۲–۳    | پاکستان | ۲۳–۲۵ | ۲۱–۲۵ | ۲۵–۲۰ | ۲۵–۱۹ | ۶–۱۵ | ۱۰۰–۱۰۴ |       |

#### مکان پنجم
| تاریخ      | زمان  | ورزشگاه |           | امتیاز |     | ست ۱  | ست ۲  | ست ۳  | ست ۴  | ست ۵ | مجموع | گزارش |
| ---------- | ----- | ------- | --------- | ------ | --- | ----- | ----- | ----- | ----- | ---- | ----- | ----- |
| ۲۱ سپتامبر | ۱۲:۳۰ | د آزادی | چین تایپه | ۳–۱    | چین | ۲۵–۱۶ | ۲۳–۲۵ | ۲۵–۲۰ | ۲۵–۱۶ |      | ۷۷–۹۸ |       |

#### مکان سوم
| تاریخ      | زمان  | ورزشگاه |           | امتیاز |      | ست ۱  | ست ۲  | ست ۳  | ست ۴  | ست ۵ | مجموع | گزارش |
| ---------- | ----- | ------- | --------- | ------ | ---- | ----- | ----- | ----- | ----- | ---- | ----- | ----- |
| ۲۱ سپتامبر | ۱۵:۰۰ | د آزادی | کرهٔ جنوبی | ۱–۳    | ژاپن | ۲۳–۲۵ | ۱۷–۲۵ | ۲۵–۲۳ | ۲۲–۲۵ |      | ۸۷–۹۸ |       |

#### نهایی
| تاریخ      | زمان  | ورزشگاه |       | امتیاز |          | ست ۱  | ست ۲  | ست ۳  | ست ۴ | ست ۵ | مجموع | گزارش |
| ---------- | ----- | ------- | ----- | ------ | -------- | ----- | ----- | ----- | ---- | ---- | ----- | ----- |
| ۲۱ سپتامبر | ۱۷:۳۰ | د آزادی | ایران | ۳–۰    | استرالیا | ۲۵–۱۴ | ۲۵–۱۷ | ۲۵–۲۱ |      |      | ۷۵–۵۲ |       |

## جدول نهایی
| رتبه | تیم       |
| ---- | --------- |
| 1    | ایران     |
| 2    | استرالیا  |
| 3    | ژاپن      |
| ۴    | کرهٔ جنوبی |
| ۵    | چین تایپه |
| ۶    | چین       |
| ۷    | پاکستان   |
| ۸    | هند       |
| ۹    | قطر       |
| ۱۰   | قزاقستان  |
| ۱۱   | تایلند    |
| ۱۲   | اندونزی   |
| ۱۳   | عمان      |
| ۱۴   | سری‌لانکا  |
| ۱۵   | کویت      |
| ۱۶   | هنگ کنگ   |

| قهرمان آسیا ۲۰۱۹      |
| --------------------- |
| · ایران · سومین عنوان |

| فهرست ۱۴ نفره                                                                                           |
| عبادی‌پور، معروف (c)، قائمی، موسوی، فیاضی، حضرت‌پور، غلامی، غفور، مجرد، شفیعی، مؤذن، یلی، اسفندیار، کریمی |
| سرمربی                                                                                                  |
| کولاکوویچ                                                                                               |

## جوایز
| - باارزش‌ترین بازیکن: - توماس ادگار - بهترین پاسور: - سعید معروف - بهترین اسپک زن دریافت کننده: - یوکی ایشیکاوا - ساموئل واکر | - بهترین مدافعان میانی: - شین یونگ-سوک - محمد موسوی - بهترین اسپک زننده قطر پاسور: - امیر غفور - بهترین لیبرو: - توموهیرو یاماموتو |

## راه‌یافتگان به انتخابی المپیک
| تیم       | تاریخ راه‌یابی   | حضورهای پیشین در تورنمنت انتخابی المپیک قاره آسیا  |
| --------- | --------------- | -------------------------------------------------- |
| چین تایپه | ۱۴ سپتامبر ۲۰۱۹ | ۲ (۱۹۹۶ ،۲۰۰۰)                                     |
| چین       | ۱۴ سپتامبر ۲۰۱۹ | ۵ (۱۹۹۶ ،۲۰۰۰ ،۲۰۰۴، ۲۰۱۲، ۲۰۱۶)                   |
| کرهٔ جنوبی | ۱۴ سپتامبر ۲۰۱۹ | ۸ (۱۹۶۴ ،۱۹۶۸ ،۱۹۷۲ ،۱۹۹۶ ،۲۰۰۰ ،۲۰۰۴ ،۲۰۰۸، ۲۰۱۲) |
| ایران     | ۱۴ سپتامبر ۲۰۱۹ | ۵ (۱۹۹۶ ،۲۰۰۴ ،۲۰۰۸، ۲۰۱۲، ۲۰۱۶)                   |
| استرالیا  | ۱۴ سپتامبر ۲۰۱۹ | ۵ (۱۹۹۶ ،۲۰۰۴ ،۲۰۰۸، ۲۰۱۲، ۲۰۱۶)                   |
| پاکستان   | ۱۵ سپتامبر ۲۰۱۹ | ۰ (نخستین حضور)                                    |
| هند       | ۱۵ سپتامبر ۲۰۱۹ | ۰ (نخستین حضور)                                    |
| قطر       | ۲۰ سپتامبر ۲۰۱۹ | ۰ (نخستین حضور)                                    |

- تیم پاکستان از حضور در تورنمنت انتخابی المپیک ۲۰۲۰ آسیا انصراف داد و تیم قزاقستان به عنوان تیم دهم قهرمانی آسیا جایگزین این تیم شد.